# Обманка

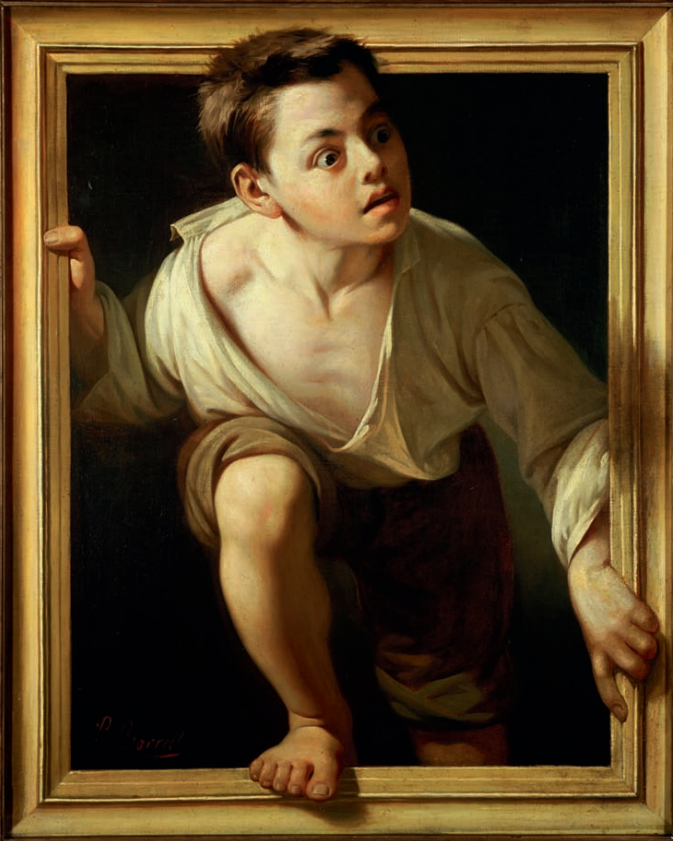
П. Боррель дель Казо. Спасаясь от критики. 1874. Холст, масло. Мадрид, Коллекция Банка Испании

Обманка, или тромплёй (тромплей) (фр. trompe-l'œil — «обман глаза», «обманчивая видимость», «оптическая иллюзия») — разновидность изобразительного искусства, способ изображения и совокупность технических приёмов, «создающих иллюзию невозможного, либо напротив — представление доступного, осязаемого, но на самом деле несуществующего». Многие авторы относят создание подобных эффектов к отдельному жанру (точнее, к жанровой разновидности) изобразительного искусства.

## Обманки в истории античного искусства
Жанр «обманывающих изображений» сложился в Античности в качестве своеобразного ответа на принцип мимесиса (др.-греч. μίμησις — подобие, воспроизведение, подражание), положенного в основу античной эстетики. Лучшим изображением считалось то, которое как можно точнее отражает объект и может обмануть незадачливого зрителя, принимающего изображение за действительность. Именно это стало предметом особой гордости античных живописцев и поводом для агонизма (от др.-греч. ἀγών — борьба, состязание) — публичного соревнования художников в мастерстве.
Отсюда множество легенд и анекдотических историй о соперничестве античных живописцев; например, легенда о живописце Зевксисе (420—380 гг. до н. э.), ученике Аполлодора из Афин. В соревновании с Парразием, согласно рассказу Плиния Старшего, Зевксис написал картину с изображённым на ней виноградом, «выполненную настолько удачно, что на сцену стали прилетать птицы». Парразий в ответ представил картину «с написанным на ней полотном, воспроизведённым с такой верностью, что Зевксис, возгордившись судом птиц, потребовал убрать наконец полотно и показать картину, а поняв свою ошибку, уступил пальму первенства, искренне стыдясь, оттого что сам он ввёл в заблуждение птиц, а Парразий — его, художника». После этого Зевксис «написал мальчика с виноградом, и когда к винограду прилетели птицы, он с той же искренностью в гневе подошёл к своему произведению и сказал: виноград я написал лучше, чем мальчика, — ведь, если бы я и в нём добился совершенства, птицы должны были бы бояться и его».
Подобных рассказов существует множество, в том числе о лающих псах и о конях, которые начинали ржать перед картиной Апеллеса с нарисованными кобылами.
Эти истории отражают наивное отношение к искусству как игре, увлечённость открытиями возможностей изобразительного искусства на достигнутом в Античности уровне методики и техники, а также возможностями оптической иллюзии — будто изображённый объект находится в трёхмерном пространстве, в то время как в действительности нарисован на плоскости.
Приём иллюзии использовали в Древней Греции и Древнем Риме, в настенных росписях древних Помпей, в искусстве периода эллинизма.

## Обманки в истории классического ренессансного и постренессансного искусства

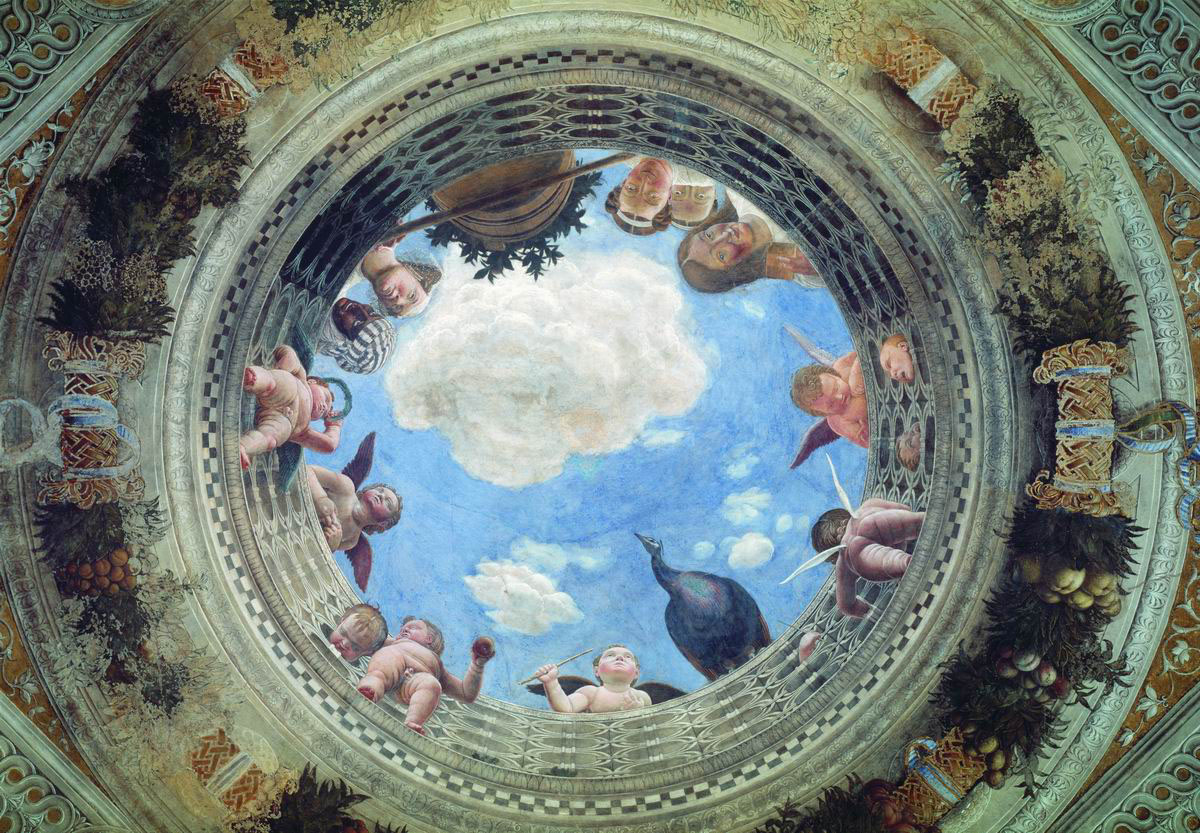
Живописный окулюс. А. Мантенья. Камера дельи Спози. Палаццо Дукале, Мантуя (1465—1474)

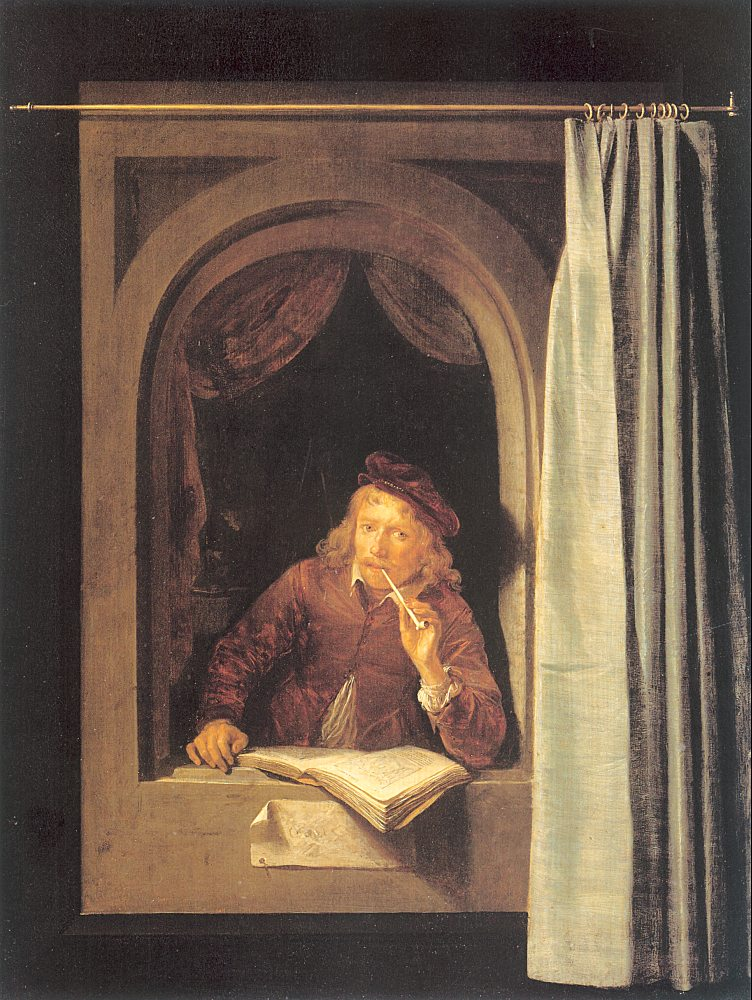
Герард Доу. Художник с трубкой и книгой. Между 1640 и 1650

Натуралистические тенденции были свойственны средневековому искусству. Характерный пример: натуралистическая раскраска деревянных и каменных статуй, которые в полумраке средневекового собора выглядели «живыми». Эта традиция дала начало широкому использованию масляных красок, сначала в раскраске скульптуры, а затем в живописи алтарей. Увлечение натуралистическими эффектами было свойственно художникам готики и раннего итальянского Возрождения — периода кватроченто. Особенного мастерства в области «trompe-l'œil» достигли мастера деревянной интарсии в Италии.
Один из приёмов иллюзорной декоративной росписи стен в древнеримском, эллинистическом и ренессансном искусстве называется квадратурой (лат. quadratura — придание квадратной формы) — приём, создающий иллюзию продолжения архитектуры в воображаемом пространстве. Название происходит от характерных изображений вертикалей и горизонталей архитектурных конструкций, прямоугольных и квадратных проёмов наподобие окон или воображаемых порталов, сквозь которые видны архитектурные и природные ландшафты.
Одно из самых знаменитых произведений — «обманные» росписи салона первого этажа виллы Фарнезина в Риме, созданные Бальдассаре Перуцци с изображением панорамы города, якобы находящегося в проёмах изображённых на стене колонн (1508—1511). Итальянские живописцы использовали эффект окулюса (лат. oculus — глаз) — изображения круглого отверстия в центре купола или плафона (потолка), в котором виднеется небо, облака или любопытные, заглядывающие сквозь отверстие внутрь помещения. Таковы росписи плафона Камеры дельи Спози Палаццо Дукале в Мантуе работы Андреа Мантеньи (1465—1474).
Изображения различных обманок в виде насекомых (мух, бабочек, стрекоз, будто бы присевших на изображённые предметы) встречаются на картинах художников Северной Италии (Джорджо Скьявоне, Карло и Витторе Кривелли, а также на картинах голландских и фламандских живописцев. Крупным французским мастером жанра в XVII веке был Жан-Франсуа де Ле Мотт, специализировавшийся на изображении канцелярских принадлежностей и держателей для писем. Один из наиболее известных примеров живописной анаморфозы в искусстве Северного возрождения XVI века — странный продолговатый предмет на картине Ганса Гольбейна-младшего «Послы», который при рассмотрении под определённым углом превращается в человеческий череп. Об «обманных фигурах» писал в своём трактате об архитектуре Себастьяно Серлио.
Искусство барокко открыло жанр перспективных плафонных росписей, известных под оригинальным названием (итал. pittura di sotto in sù — «живопись под потолок», или «снизу вверх»). В эпоху барокко художественные идеи высвобождались от сковывающей их обыденной действительности, условий правдоподобия и классических канонов. «Перспективные» росписи с иллюзией невероятного пространства позволяли устранять материальные ограничения: зрительно «прорывать» плоскость стены или потолка, игнорировать обрамления, конструктивные членения архитектуры либо создавать из них новые, иллюзорные. Типичными стали живописные композиции, на которых изображены «обманные» архитектурные детали, создающие незаметный глазу переход от реальной архитектуры к вымышленной, придуманной живописцем. Потолок или поверхность купола позволяли создавать средствами живописи иллюзионистические декорации колоннад и арок, уходящих ввысь, и «открывать небо», как в гипетральных храмах (др.-греч. ὕπαιθρον — под открытым небом) античности, с парящими в небе фигурами ангелов и святых, повинующихся не законам земного тяготения, а фантазии и силе религиозного чувства.
Классическим и самым известным образцом «перспективного плафона» является роспись Андреа Поццо в церкви иезуитов Сант-Иньяцио в Риме с композицией «Апофеоз Святого Игнатия» (1691—1694). Тема композиции — обожествление, вознесение главы ордена иезуитов Игнатия Лойолы на небо. А. Поццо был не только живописцем и архитектором, но также математиком, геометром и астрономом. Для росписи потолка он использовал сконструированные им же проекционные фонари, позволявшие переносить на плоскость нарисованные в эскизах архитектурные детали и фигуры в нужных ракурсах. В итоге возникает полная, хотя и несколько навязчивая, искусственная, иллюзия перспективного схождения линий в центральной точке свода. При этом оптимальное положение зрителя отмечено металлической пластиной, вмонтированной в пол нефа. У церкви, освящённой ещё в 1642 году, из-за недостатка средств так и не был возведён купол. Андреа Поццо на холсте диаметром 17 метров создал мастерскую иллюзию, так, что зритель, находясь в церкви, видит свод несуществующего купола с изображением Апофеоза Святого Игнатия. В нефе церкви экспонируется макет этой же церкви, созданный по расчётам Поццо. На макете барабан с куполом, нарисованным художником на плафоне, сделан в реальном объёме. Таким образом возникает своеобразная инверсия: иллюзорное изображение на поверхности воплощается на макете в действительном пространстве.
Похожую, но менее грандиозную композицию расписного плафона А. Поццо создал в Церкви иезуитов в Вене.

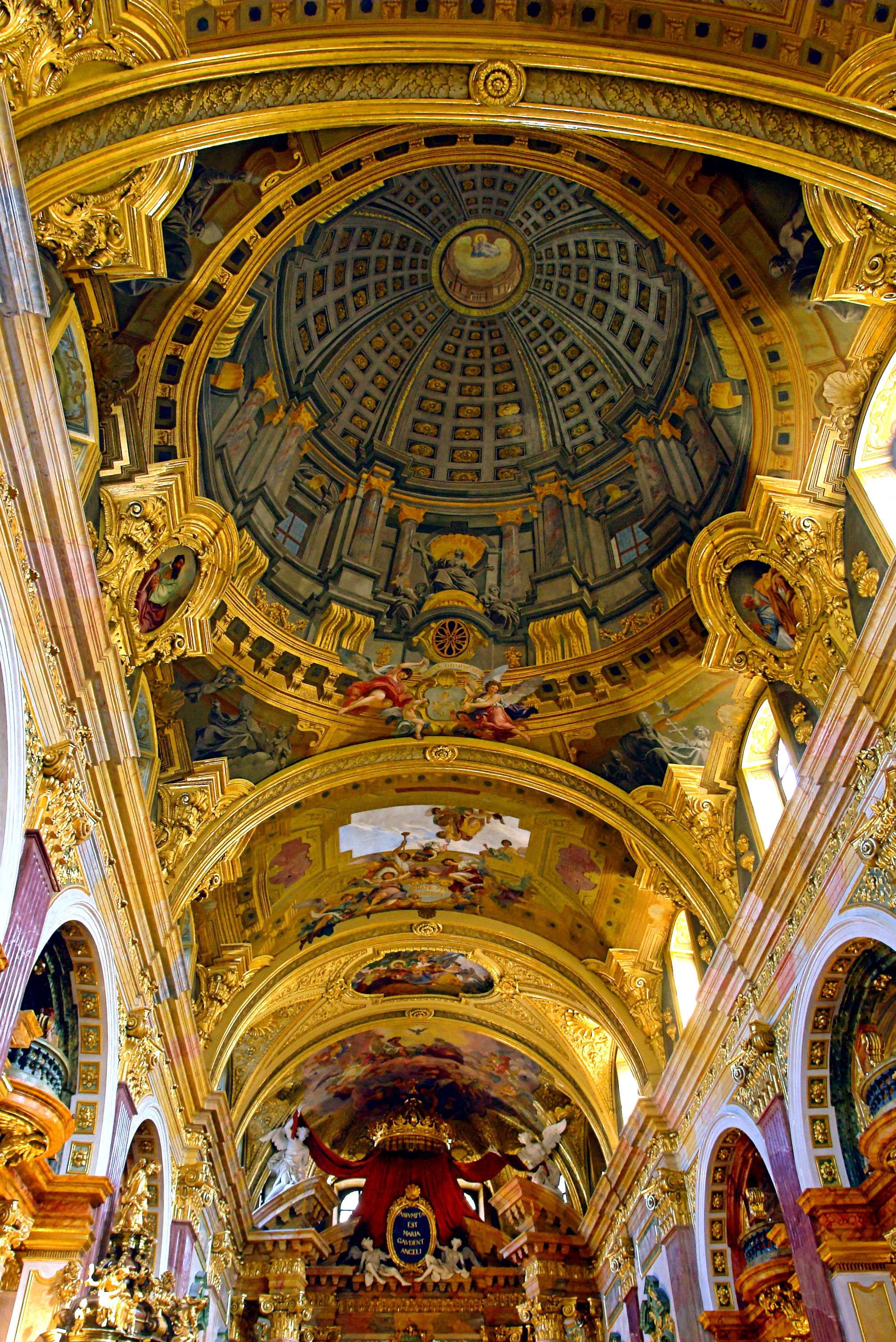
Плафон А. Поццо в венской Церкви иезуитов. 1703

Помимо живописных в искусстве барокко известны архитектурные обманки. Так, Франческо Борромини по желанию кардинала Бернардино Спада создал (при участии математика, монаха-августинца Джованни Мариа ди Битонто) в 1652—1653 годах в его палаццо в Риме галерею, которая воспринимается 30-метровой, хотя на самом деле её длина всего 8,82 м. Оптическая иллюзия достигается схождением планов: пол приподнимается, свод опускается, боковые колоннады постепенно сужаются таким образом, что перспектива усиливается, и точка схода перспективных линий в центре светящегося проема в конце галереи кажется далекой.
В XVIII столетии известным мастером плафонных росписей был венецианский живописец Джованни Баттиста Тьеполо. Он работал в Венеции, Милане, Бергамо, Мадриде, Вюрцбургской резиденции, выполнял заказ для Китайского дворца в Ораниенбауме. В искусстве Голландии XVII века получил распространение жанр «обманного натюрморта», одним из его представителей был Антони Леманс.
В искусстве модернизма и постмодернизма эффекты оптической иллюзии стали обычными, например в творчестве В. Вазарели и других художников оп-арта.
Нидерландский художник-график М. К. Эшер создавал «невозможные обманки» в созданном им течении имп-арта.

## Искусство перспективных росписей в России
В России мастерами перспективных плафонных росписей были итальянцы Дж. Валериани, Пьетро Градицци, С. Торелли, братья Бароцци и Пьетро ди Готтардо Гонзаго, создавший шедевры иллюзорных росписей в Павловском дворце.
Театральный декоратор П. Гонзаго работал в Павловске с 1799 года. В 1805—1807 годах он расписал стены и плафон Светлой колоннады Большого дворца «архитектурными перспективами trompe-l'œil». Гонзага вычерчивал геометрию архитектурной перспективы приёмом сграффито по штукатурке, а затем расписывал сепией в один красновато-кирпичный тон. Дворец значительно пострадал от фашистских захватчиков в 1941—1944 годах, но фрагменты росписи чудом сохранились. Они условно воссозданы к 2011 году по немногим уцелевшим фрагментам и эскизам художника. С именем Гонзаго связывают облик Пиль-башни («пильной мельницы»), игрового павильона в Павловском парке, перестроенного в 1798 году из старой мельницы на речке Славянке (документы называют автором проекта архитектора Бренну, но затея типично гонзаговская). Пиль-башня в манере «обмана зрения» расписана под «руинную» крестьянскую постройку.

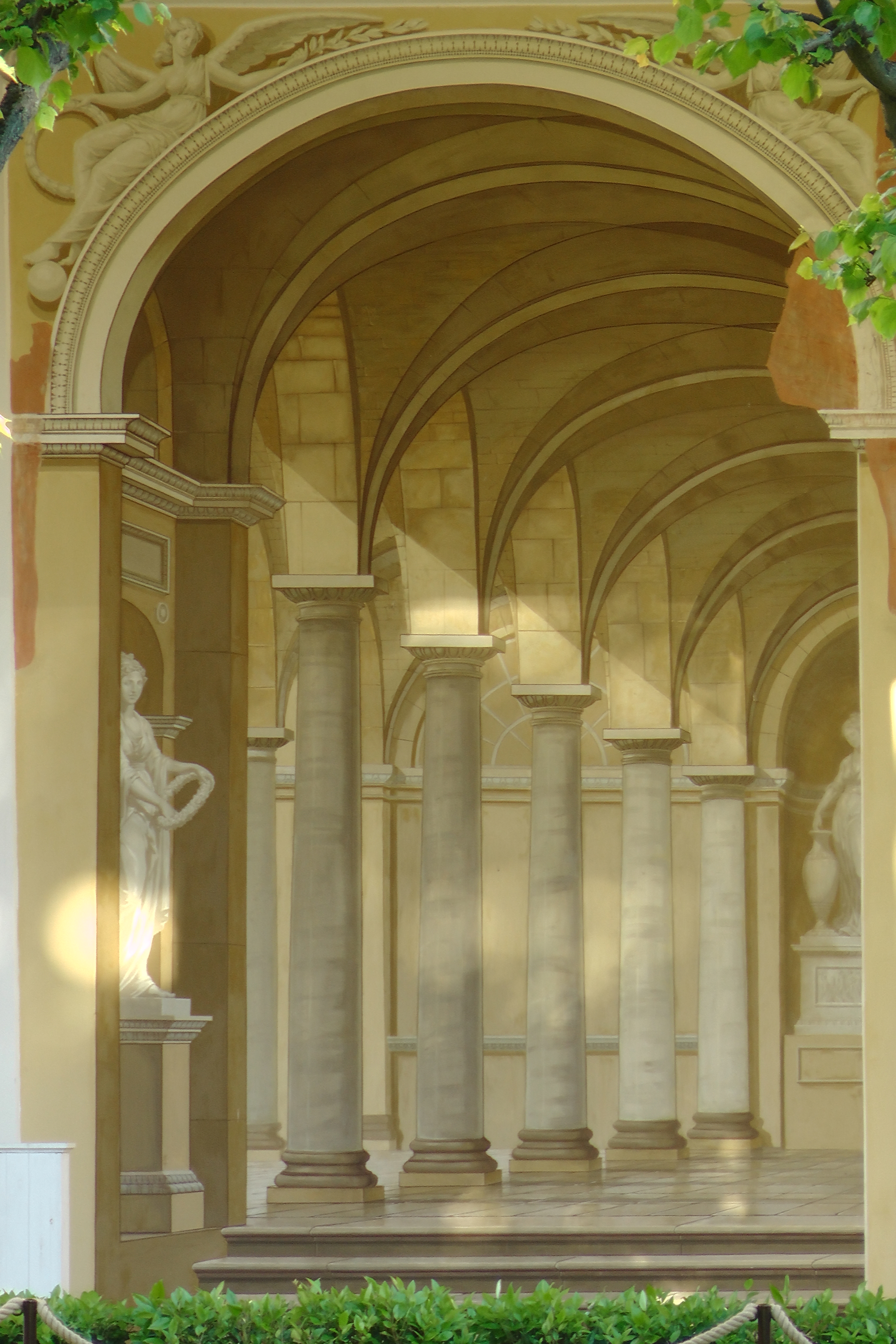
Фрагмент росписи Галереи Гонзаго (Светлой колоннады) Большого дворца в Павловске
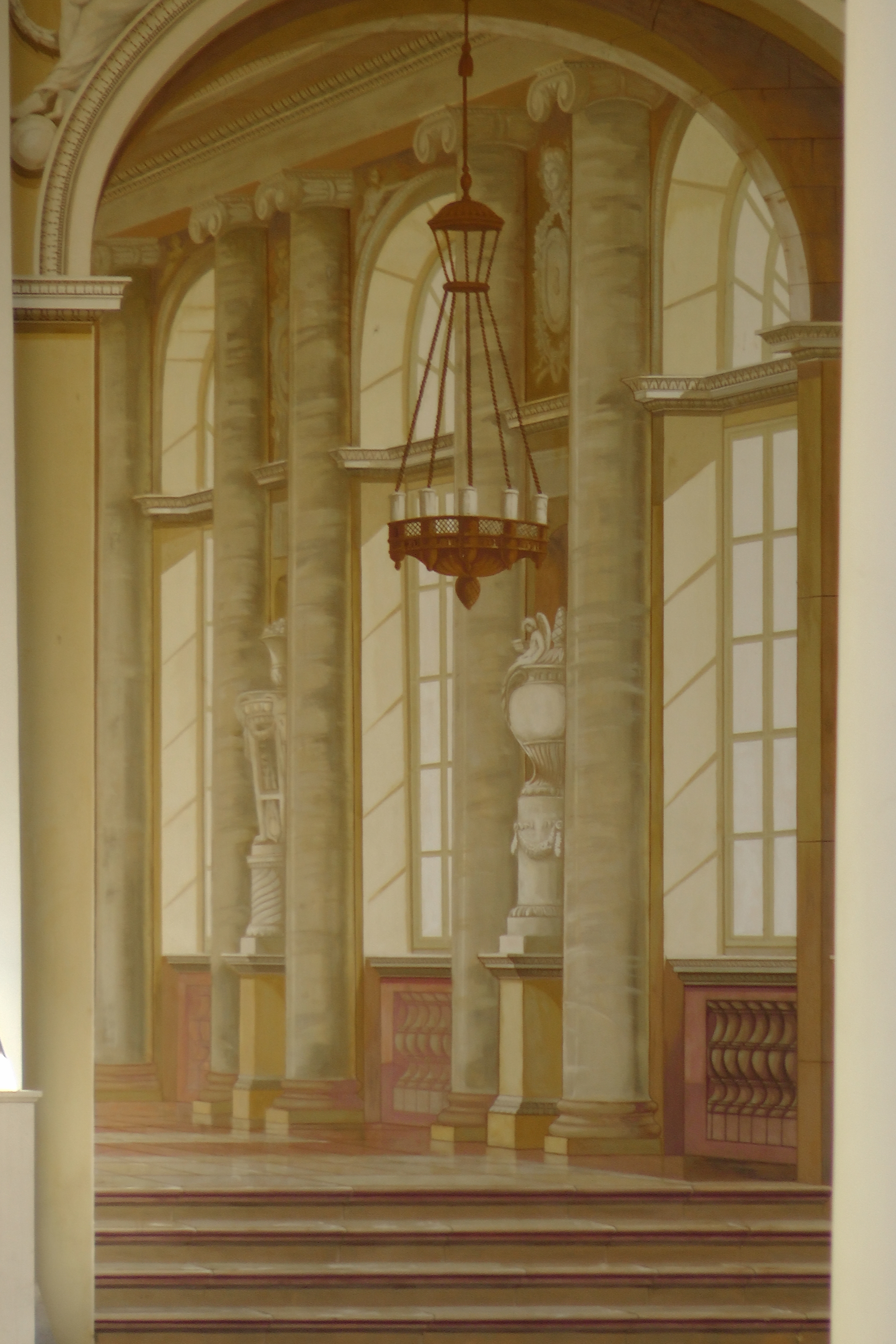
Фрагмент росписи Галереи Гонзаго Большого дворца в Павловске
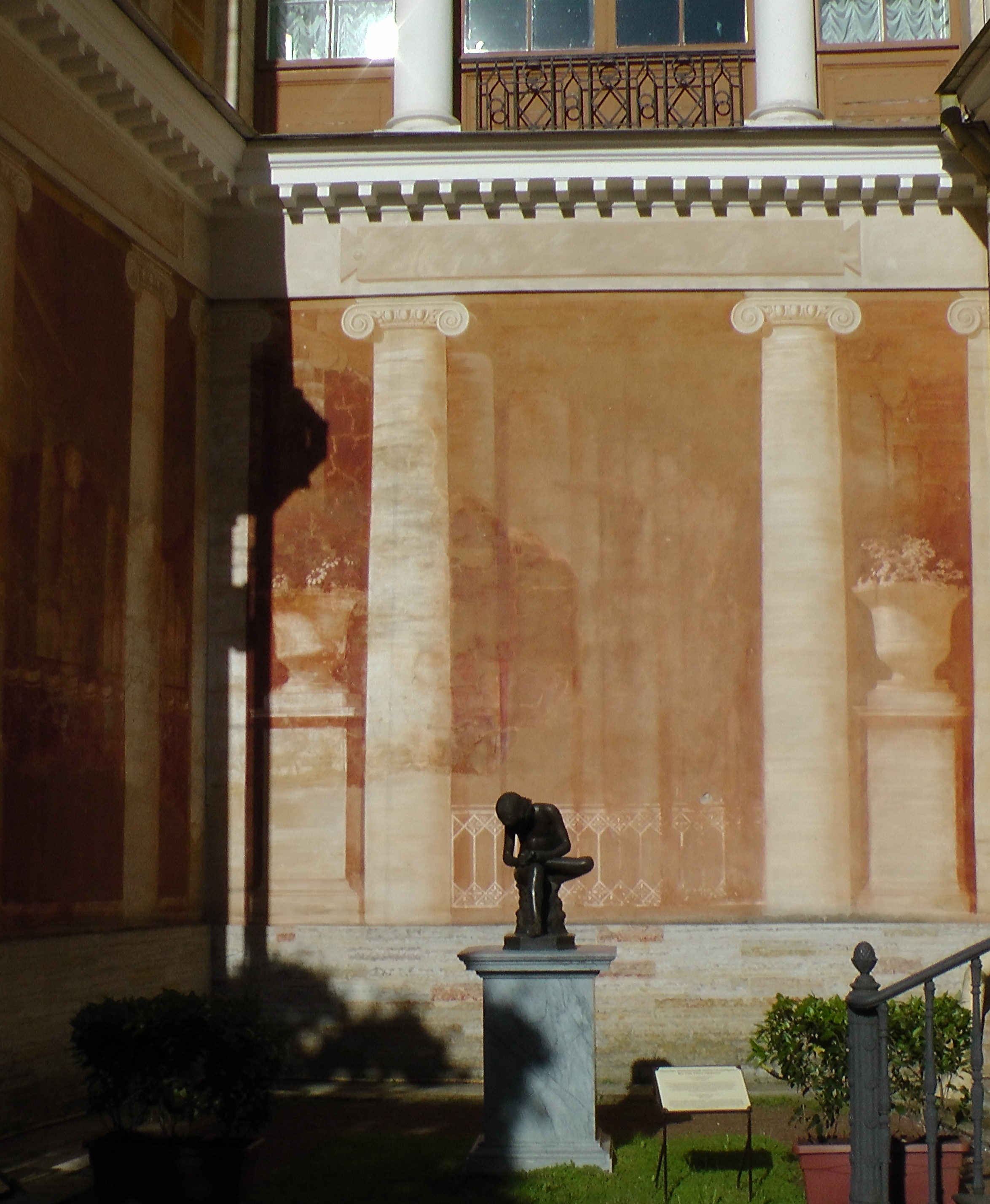
Площадка между северным фасадом центрального корпуса и стеной Галереи Гонзаго Большого дворца в Павловске

## Фигура-обманка
Особым жанром искусства «trompe-l'œil» стали фигуры-обманки в виде человеческих фигур, нарисованные и вырезанные по контуру на тонкой деревянной панели. Такие обманные фигуры были популярны в XVII—XIX веках, сначала в странах Западной Европы, а затем в Америке. Фигуры-обманки использовали в качестве каминных экранов, иногда их устанавливали в качестве шутки при входе в парадные залы. Они изображали гостей, прислугу или домашних животных.

## Современное использование
Оптические эффекты вроде обманок используются в кинематографии для съёмки сложных сцен. Часть сцены изображают на стекле, которое помещается перед камерой во время съёмки. Этот способ использовался при создании ранних фильмов серии «Звёздных войн». К настоящему времени его почти полностью вытеснили компьютерные технологии. Но иногда использование этих техник оправдано с точки зрения оптимизации бюджета, скорости производства фильма и удобства работы актёров. Так, например, в фильме «Властелин Колец» этот приём применили для создания эффекта значительных различий масштаба фигур действующих лиц.
Обманки используют при создании трёхмерных татуировок и рисунков в стиле боди-арт. Эта техника получила распространение среди художников, рисующих на асфальте или стенах домов. Активно используется в шоу с использованием видеомэппинга — проекций изображений на здания и объекты. При строительстве и реконструкции зданий используется занавешивающая сетка с нанесённым рисунком — фальшфасадом, которая, помимо утилитарных свойств, призвана облагородить внешний вид здания на время проведения работ.